# Elena Bestagno
Elena Bestagno (Sanremo, 30 novembre 1991) è una cestista italiana.
Playmaker-Guardia di 177 cm, ha giocato in Serie A1 a Como, Parma, Priolo e Pallacanestro Broni 93. È cugina della cestista Martina Bestagno.

## Caratteristiche tecniche
Preferisce giocare da playmaker, malgrado nelle Nazionali giovanili abbia ricoperto il ruolo di guardia. L'altezza e l'atletismo sono i suoi punti di forza, ma la stessa giocatrice ha ammesso che deve migliorare in difesa, contro le giocatrici più piccole, e nella lettura del gioco.

## Carriera

### Nei club
Ha giocato cinque anni nella Comense, è passata a Parma, dove è stata la riserva di Francesca Zara. Nel 2010 è stata eletta atleta femminile dell'anno nella provincia di Parma. Nel 2011-12 giunge a Priolo insieme a Valentina Fabbri.
Nell'estate del 2013 si riavvicina a casa approdando in Serie A2 alla Almo Nature NBA-Zena Genova assieme alla cugina Martina Bestagno.
Nel dicembre del 2013 le sirene della serie A1 si fanno sentire forti e la giocatrice cede, abbandonando Genova per trasferirsi al Fila San Martino di Lupari

### In Nazionale
Nel 2007 ha vinto la Division B dell'Europeo Under-16 con l'Italia under 16. Ha disputato inoltre due Europei con l'Italia under 18 e con l'Italia under 20 gli Europei di categoria nel 2010 e nel 2011.

## Statistiche

### Presenze e punti nei club
Dati aggiornati al 30 giugno 2013
| Stagione        | Squadra                     | Competizione | Partite | Partite | Partite | Statistiche tiro | Statistiche tiro | Statistiche tiro | Altre statistiche | Altre statistiche | Altre statistiche | Altre statistiche | Altre statistiche |
| Stagione        | Squadra                     | Competizione | Pres.   | Titol.  | Minuti  | Tiri da 2        | Tiri da 3        | Liberi           | Rimb.             | Assist            | Rubate            | Stopp.            | Punti             |
| --------------- | --------------------------- | ------------ | ------- | ------- | ------- | ---------------- | ---------------- | ---------------- | ----------------- | ----------------- | ----------------- | ----------------- | ----------------- |
| 2005-2006       | Pool Comense                | Serie A1     | 1       | 0       | 1       | 0                | 0                | 0                | 0                 | 0                 | 0                 | 0                 | 0                 |
| 2006-2007       | Pool Comense                | Serie A1     | 2       | 0       | 3       | 0                | 0/1              | 0                | 0                 | 0                 | 0                 | 0                 | 0                 |
| 2007-2008       | Pool Comense                | Serie A1     | 13      | 0       | 89      | 2/7              | 2/6              | 0                | 7                 | 1                 | 2                 | 1                 | 10                |
| 2008-2009       | Pool Comense                | Serie A1     | 15      | 9       | 323     | 10/21            | 3/12             | 7/12             | 18                | 11                | 2                 | 1                 | 36                |
| 2009-2010       | Lavezzini Parma             | Serie A1     | 28      | 0       | 373     | 15/30            | 7/26             | 27/35            | 21                | 12                | 23                | 1                 | 78                |
| 2010-2011       | Lavezzini Parma             | Serie A1     | 26      | 11      | 480     | 11/49            | 13/43            | 13/21            | 26                | 20                | 24                | 3                 | 74                |
| 2011-2012       | Erg Priolo                  | Serie A1     | 28      | 11      | 630     | 38/99            | 6/26             | 39/46            | 49                | 24                | 30                | 0                 | 133               |
| 2012-2013       | Isab Energy Priolo          | Serie A1     | 20      | 3       | 332     | 13/50            | 5/21             | 17/24            | 29                | 5                 | 11                | 2                 | 58                |
| 2013            | Almo Nature NBA-Zena Genova | Serie A2     | 9       | 9       | 341     | 31/74            | 3/29             | 16/29            | 41                | 31                | 11                | 6                 | 87                |
| 2014            | Fila San Martino di Lupari  | Serie A1     | -       | -       | -       | -/-              | -/-              | -/-              | -                 | -                 | -                 | -                 | -                 |
| Totale carriera |                             |              |         |         |         |                  |                  |                  |                   |                   |                   |                   |                   |